# فلات سیبری مرکزی
۶۸°۰۰′ شمالی ۹۵°۰۰′ شرقی / ۶۸٫۰۰۰°شمالی ۹۵٫۰۰۰°شرقی

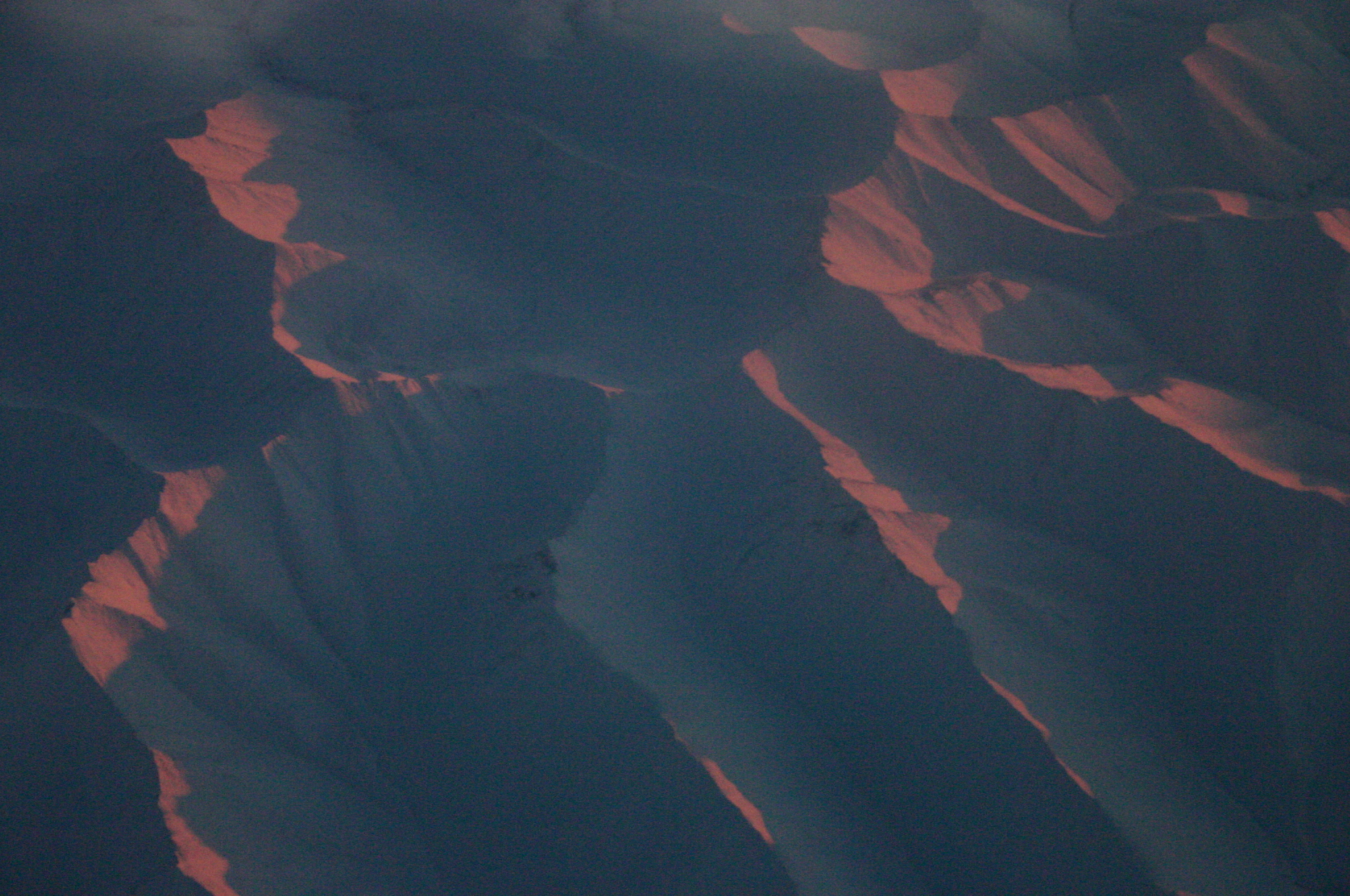
تصویر هوایی از سیبری

فلات سیبری مرکزی (روسی: [Среднесиби́рское плоского́рье,
Srednesibirskoye ploskogorye] Error: {{Lang}}: متن دارای نشانه‌گذاری ایتالیک است (راهنما)) فلات پهناوری است که از سطوح ارتفاعی مشخص و متغیر تشکیل شده و بیشتر مساحت سیبری بین رود ینی‌سئی و رود لنا را می‌پوشاند. مساحت این فلات بیش از ۳٫۵ میلیون کیلومتر مربع است و یک سوم مساحت سیبری را در بر می‌گیرد. مرتفع‌ترین نقطه آن فلات پوتوران است که بیشینه ارتفاع آن به ۱٬۷۰۱ متر می‌رسد. کوه‌های پوتوران در شمال این فلات و کوه‌های سایان شرقی و کوه‌های بایکال در جنوب آن قرار دارند. فلات سیبری مرکزی در شرق به جمهوری یاقوتستان متصل می‌شود.
اقلیم این ناحیه قاره‌ای با تابستان‌های گرم و کوتاه و زمستان‌های بسیار سرد و طولانی است. بیشتر این سرزمین با جنگل‌های مخروطی با گونه غالب سیاه‌کاج پوشیده شده‌است. رود اصلی این فلات رود نیژنیایا تونگوسکا است و منابع معدنی شناخته‌شده آن بسیار غنی بوده و شامل زغال‌سنگ، سنگ آهن، طلا، پلاتین، الماس و گاز طبیعی است.